# Abdoul-Gafar Mamah
Abdoul-Gafar Mamah, född 24 augusti 1985 i Lomé, är en togolesisk före detta fotbollsspelare.

## Landslagskarriär
Han representerade det togolesiska fotbollslandslaget i det Afrikanska mästerskapet 2002 i Mali och det Afrikanska mästerskapet 2006 i Egypten.